# Потсдамское соглашение (1911)
Потсда́мское соглашение — соглашение между Российской и Германской империями, подписанное в Потсдаме 6 (19) августа 1911 года товарищем министра иностранных дел России А. А. Нератовым и германским послом в России графом Фридрихом фон Пурталесом.
Потсдамское соглашение стало результатом переговоров во время Потсдамской встречи Николая II и Вильгельма II в 1910 году, откуда произошло название соглашения.
По Потсдамскому соглашению Россия обязалась не препятствовать постройке железной дороги Берлин — Багдад, а также взяла на себя обязательство получить от Персии концессию на постройку железной дороги Тегеран — Ханекин на ирано-турецкой границе.
Германия признала наличие «специальных интересов» России в Северном Иране и обязалась не добиваться там концессий, а также дала заверение, что не будет строить ответвления Багдадской железной дороги к северу от Ханекина.